# Voetpuntsdriehoek

De rode driehoek is de voetpuntsdriehoek van het blauwe punt.

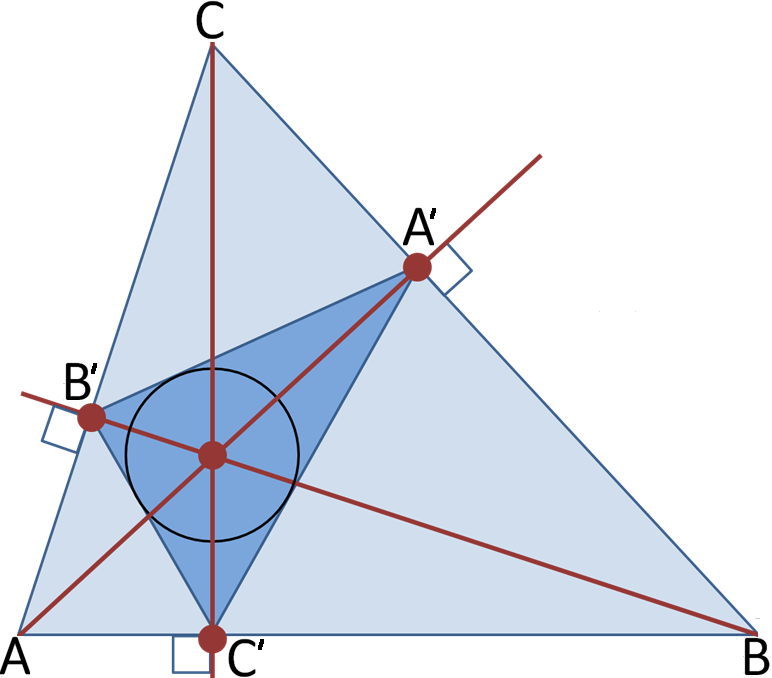
is de voetpuntsdriehoek van het hoogtepunt van.

De voetpuntsdriehoek in een driehoek {\displaystyle \triangle ABC} ten opzichte van een bepaald punt is de driehoek met als hoekpunten de loodrechte projecties van dat punt op de drie zijden van {\displaystyle \triangle ABC}.

## Eigenschappen
De omgeschreven cirkel van de voetpuntsdriehoek van {\displaystyle P} heet de voetpuntscirkel van {\displaystyle P}. Isogonaal verwante punten hebben dezelfde voetpuntscirkel.
Een ingeschreven driehoek {\displaystyle \triangle A'B'C'} in {\displaystyle \triangle ABC}, met {\displaystyle A'} op {\displaystyle BC}, {\displaystyle B'} op {\displaystyle AC} en {\displaystyle C'} op {\displaystyle AB}, is een voetpuntsdriehoek van een punt {\displaystyle P} dan en slechts dan als
{\displaystyle B'A^{2}+C'B^{2}+A'C^{2}=A'B^{2}+B'C^{2}+C'A^{2}}

### Oppervlakte
De oppervlakte {\displaystyle \Delta } van de voetpuntsdriehoek {\displaystyle \triangle A'B'C'} van een punt {\displaystyle P} is gegeven door de formule
{\displaystyle \Delta (A'B'C')={\frac {\Delta (ABC)}{4r^{2}}}(OP^{2}-r^{2})}
Hierin zijn {\displaystyle r} de straal en {\displaystyle O} het middelpunt van de voetpuntscirkel. De oppervlakte van {\displaystyle \triangle A'B'C'} is dus evenredig met de macht van {\displaystyle P} ten opzichte van de voetpuntscirkel.

### Vorm
De lengtes van de zijden van een driehoek {\displaystyle \triangle ABC} en daarvan de voetpuntsdriehoek {\displaystyle \triangle A'B'C'} van een punt {\displaystyle P} verhouden zich als:
{\displaystyle B'C':A'C':A'B'=AP\cdot BC:BP\cdot AC:CP\cdot AB}
In het bijzonder volgt hieruit dat de voetpuntsdriehoeken van {\displaystyle P} ten opzichte van {\displaystyle \triangle ABC}, van {\displaystyle A} ten opzichte van {\displaystyle \triangle PBC}, van {\displaystyle B} ten opzichte van {\displaystyle \triangle APC} en van {\displaystyle C} ten opzichte van {\displaystyle \triangle ABP} gelijkvormig zijn.
Laat {\displaystyle \triangle A_{2}B_{2}C_{2}} de voetpuntsdriehoek van {\displaystyle P} zijn ten opzichte van {\displaystyle \triangle A'B'C'}, dan is {\displaystyle \triangle A_{2}B_{2}C_{2}} de tweede voetpuntsdriehoek. Laat nu {\displaystyle \triangle A_{3}B_{3}C_{3}} de voetpuntsdriehoek zijn van {\displaystyle P} ten opzichte van {\displaystyle \triangle A_{2}B_{2}C_{2}}, de derde voetpuntsdriehoek. Er geldt dat de derde voetpuntsdriehoek gelijkvormig is met {\displaystyle \triangle ABC}.
De voetpuntsdriehoek van {\displaystyle P} is gelijkvormig met de om-ceva-driehoek van {\displaystyle P}.

### Barycentrische coördinaten
Wanneer {\displaystyle P} als barycentrische coördinaten {\displaystyle (x:y:z)} heeft, dan hebben, gebruikmakend van conway-driehoeknotatie, de hoekpunten van de voetpuntsdriehoek als coördinaten:
- {\displaystyle (\ 0\ :\ a^{2}y+S_{C}x\ :\ a^{2}z+S_{B}x\ )}
- {\displaystyle (\ b^{2}x+S_{C}y\ :\ 0\ :\ b^{2}z+S_{A}y\ )}
- {\displaystyle (\ c^{2}x\ +S_{B}z\ :\ c^{2}y+S_{A}z\ :\ 0\ )}

## Voetpuntsdriehoek van het hoogtepunt
De negenpuntscirkel van de driehoek {\displaystyle \triangle ABC} is de omgeschreven cirkel van de voetpuntsdriehoek van {\displaystyle \triangle ABC} ten opzichte van het hoogtepunt van {\displaystyle \triangle ABC}. 
Stel je de gegeven driehoek als een biljarttafel voor, dan is de voetpuntsdriehoek de enige gesloten driehoekige baan die een bal in het biljart kan afleggen. De voetpuntsdriehoek ten opzichte van het hoogtepunt is de ingeschreven driehoek met de kleinste omtrek.
De barycentrische coördinaten van de hoekpunten van de voetpuntsdriehoek zijn, gebruikmakend van conway-driehoeknotatie:
- {\displaystyle (\ 0\ :\ S_{C}\ :\ S_{B}\ )}
- {\displaystyle (\ S_{C}\ :\ 0\ :\ S_{A}\ )}
- {\displaystyle (\ S_{B}\ :\ S_{A}\ :\ 0\ )}

## Websites
- Oppervlakte van voetpuntsdriehoeken, voetpuntscirkels